# Те Манга
Те Манга (англ. Te Manga) — гора на острові Раротонґа, що належить до Островів Кука, залежної території Нової Зеландії. Найвища вершина цих островів.